# Спелеогрифові
Спелеогрифові (Spelaeogriphidae) — родина вищих ракоподібних ряду Спелеогрифові (Spelaeogriphacea). Довжина тіла більшості представників не перевищує 10 міліметрів. Про екологію відомо мало. Описано тільки чотири види, причому всі вони ведуть підземний спосіб життя. Potiicoara відомий тільки з печери в бразильському Мату-Гросу, Spelaeogriphus — зі Столової Гори в Південній Африці, і два види роду Mangkurtu — з окремих водоносних пластів в Австралії. Такі віддалені один від одного місця проживання припускають раннє виникнення спелеогрифових, ймовірно 200 мільйонів років тому в океані Тетіс, що омивав Гондвану. До спелеогрифових також відносять викопний вид — Acadiocaris novascotica.

## Класифікація
Родина містить 4 сучасних та один викопних вид:
- Spelaeogriphidae
  - †Acadiocaris novascotica Copeland, 1957
  - Mangkurtu kutjarra Poore & Humphreys, 2003
  - Mangkurtu mityula Poore & Humphries, 1998
  - Potiicoara brasiliensis Pires, 1987
  - Spelaeogriphus lepiops Gordon, 1957